# 迈克·马什
迈克尔·劳伦斯·“迈克”·马什（英語：Michael Lawrence "Mike" Marsh，1967年8月4日—），美国前男子短跑运动员。他曾获得1992年夏季奥运会田径比赛男子200米金牌。他也获得了1991年世界田径锦标赛男子4×100米接力项目冠军。